# Metachrostis brunnea
Metachrostis brunnea är en fjärilsart som beskrevs av George Francis Hampson 1891. Metachrostis brunnea ingår i släktet Metachrostis och familjen nattflyn. Inga underarter finns listade i Catalogue of Life.